# 飯塚晴子
飯塚 晴子（いいづか はるこ、3月23日 - ）は、日本の女性アニメーター、キャラクターデザイナー。東京都出身。ニックネームは「ハルコミン」。XEBEC出身。血液型A型。
夫は同じくXEBEC出身のアニメーターである足立慎吾で、現在、ともにフリーランスの立場で活動している。

## 参加作品

### テレビアニメ
1999年
- ∀ガンダム（動画）

2000年
- ゾイド -ZOIDS-（動画チェック・動画）
- ラブひな（動画）
- HAND MAID メイ（動画）

2001年
- テイルズ オブ エターニア THE ANIMATION（動画チェック）
- ゾイド新世紀スラッシュゼロ（原画・動画・動画チェック）
- シャーマンキング（2001年 - 2002年、原画・OP2原画）
- テニスの王子様（2001年 - 2005年、作画監督・原画）

2002年
- NARUTO -ナルト-（原画）

2003年
- E'S OTHERWISE（原画）
- D.C. 〜ダ・カーポ〜（原画）

2004年
- お伽草子（作画監督・原画）
- 風人物語（作画監督・原画）
- ロックマンエグゼStream（OP原画）

2005年
- LOVELESS（作画監督・原画）
- D.C.S.S. 〜ダ・カーポ セカンドシーズン〜（OP原画）
- 地獄少女（原画）
- かりん（プロップデザイン・作画監督）
- ARIA The ANIMATION（原画）
- 韋駄天翔（OP1原画）
- BLOOD+（2005年 - 2006年、原画（OP1・OP2・OP4））

2006年
- 学園ヘヴン BOY'S LOVE HYPER!（OP原画）
- ARIA The NATURAL（作画監督）
- ゼロの使い魔（プロップデザイン・作画監督補）
- 乙女はお姉さまに恋してる（OP原画）
- 009-1（原画）
- 地獄少女 二籠（2006年 - 2007年、作画監督・原画）

2007年
- ウエルベールの物語 〜Sisters of Wellber〜（キャラクターデザイン・総作画監督）
- スカイガールズ（総作画監督・作画監督・プロップデザイン）
- D.C.II 〜ダ・カーポII〜（OP原画）

2008年
- ウエルベールの物語 〜Sisters of Wellber〜 第二幕（キャラクターデザイン）
- PERSONA -trinity soul-（OP1原画）
- 我が家のお稲荷さま。（原画）
- 純情ロマンチカ（総作画監督・OP原画）
- 隠の王（プロップデザイン・原画・OP原画）
- 純情ロマンチカ2（総作画監督）
- 喰霊-零-（OP原画）
- 黒執事（2008年 - 2009年、OP2原画・ED1原画）

2009年
- みなみけ おかえり（OP原画）
- とある魔術の禁書目録（OP2原画）
- ハヤテのごとく!!（OP1原画・ED2原画）
- うみものがたり 〜あなたがいてくれたコト〜（キャラクターデザイン・総作画監督・OP作画監督）
- PandoraHearts（原画）
- とある科学の超電磁砲（OP原画・総作画監督）
- 生徒会の一存（OP原画・アイキャッチ原画）

2010年
- 薄桜鬼（OP原画）
- WORKING!!（作画監督）
- オオカミさんと七人の仲間たち（キャラクターデザイン・総作画監督・作画監督・原画・アイキャッチ）
- とある魔術の禁書目録II（2010年 - 2011年、総作画監督・作画監督・OP原画）
- 海月姫（作画監督）

2011年
- 夢喰いメリー（ED原画）
- THE IDOLM@STER（総作画監督・作画監督・OP原画・第19話ED作画監修）
- たまゆら〜hitotose〜（キャラクターデザイン）

2012年
- 妖狐×僕SS（キャラクターデザイン・総作画監督・OPED1ED5ED6総作画監督・ED2作画監督・アイキャッチ作画）
- アルカナ・ファミリア -La storia della Arcana Famiglia-（OP原画）
- 薄桜鬼 黎明録（OP原画）
- アクセル・ワールド（OP2原画）
- リトルバスターズ!（キャラクターデザイン・総作画監督・OPED作画監督）

2013年
- 変態王子と笑わない猫。（キャラクターデザイン・OPED総作画監督）
- たまゆら〜もあぐれっしぶ〜（キャラクターデザイン・OPED作画監督・OP原画）
- リトルバスターズ!〜Refrain〜（キャラクターデザイン・総作画監督・OPED作画監督）

2014年
- のうりん（8話ED原画（※一人原画））
- まじもじるるも（作画監督）

2015年
- ダンジョンに出会いを求めるのは間違っているだろうか（エンドカード）
- がっこうぐらし!（キャラクターデザイン）

2016年
- 田中くんはいつもけだるげ（キャラクターデザイン・総作画監督）
- ステラのまほう（OP作画）
- WWW.WORKING!!（原画）

2017年
- アイドルマスター SideM（キャラクターデザイン）
- クジラの子らは砂上に歌う（キャラクターデザイン総作画監督）

2019年
- えんどろ〜!（キャラクターデザイン）
- あんさんぶるスターズ!（キャラクターデザイン）

2021年
- ホリミヤ（キャラクターデザイン・総作画監督・OP/ED2作画監督）

2023年
- あやかしトライアングル （OP原画）
- シュガーアップル・フェアリーテイル（キャラクターデザイン、OP・総作画監督、ED作画監督）
- ホリミヤ -piece-（キャラクターデザイン、総作画監督、OP・ED作画監督）

2024年
- かつて魔法少女と悪は敵対していた。（キャラクターデザイン）
- 甘神さんちの縁結び（キャラクターデザイン・総作画監督）

2025年
- ウィッチウォッチ（キャラクターデザイン）

### 劇場アニメ
2005年
- 劇場版 テニスの王子様 二人のサムライ The First Game（原画）
- 劇場版 テニスの王子様 跡部からの贈り物 君に捧げるテニプリ祭り（作画監督）
- 劇場版ツバサ・クロニクル 鳥カゴの国の姫君（原画）

2011年
- 劇場版 テニスの王子様 英国式庭球城決戦!（原画）

2020年
- ジョゼと虎と魚たち（キャラクターデザイン、総作画監督）

2021年
- クドわふたー（キャラクターデザイン）

2022年
- あんさんぶるスターズ!!-Road to Show!!-（アニメーションキャラクターデザイン、総作画監督）

### OVA
2001年
- エクスドライバー（原画）

2002年
- ラブひな Again（原画）

2004年
- トップをねらえ2!（2004年 - 2005年、原画）

2005年
- ナースウィッチ小麦ちゃんマジカルてZ（作画監督）
- 鴉 -KARAS-（原画）

2007年
- 東京マーブルチョコレート（原画）

2008年
- ゼロの使い魔〜三美姫の輪舞〜（総作画監督）

2009年
- 灼眼のシャナS（2009年 - 2010年、OP原画）

2010年
- たまゆら（キャラクターデザイン）

2014年
- リトルバスターズ!EX（キャラクターデザイン・総作画監督・OP総作画監督・ED作画監督）

2015年
- たまゆら〜卒業写真〜（2015年 - 2016年、キャラクターデザイン・総作画監督）

### ゲーム
2017年
- ららマジ（キャラクターデザイン）

2023年
- Link!Like!ラブライブ!（キャラクターデザイン）

### その他
2021年
- あんさんぶるスターズ！！ 5th Anniversary ANIMATION PV（総作画監督）
- アイドルマスターシリーズ コンセプトムービー2021『VOY@GER』（作画監督）

2023年
- ラブライブ!蓮ノ空女学院スクールアイドルクラブ（キャラクターデザイン）